# Urban Przyprawa
Urban Przyprawa (ur. 9 lutego 1880 w Przeciszowie, zm. 3 kwietnia 1965) – polski nauczyciel.

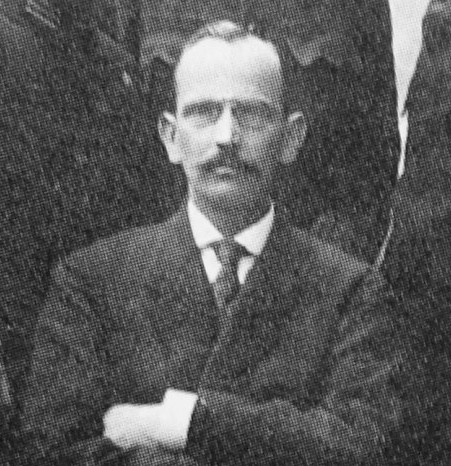
Urban Przyprawa (1919)

## Życiorys
Urodził się 9 lutego 1880 w Przeciszowie. W czerwcu 1902 zdał z odznaczeniem egzamin dojrzałości w C. K. Gimnazjum w Wadowicach (w jego klasie byli Albin Jura, Maksymilian Rose). Podczas studiów na Wydziale Filozoficznym Uniwersytetu Jagiellońskiego otrzymywał stypendia: na pierwszym roku z fundacji ks. Skibińskiego, na drugim roku z fundacji Głowińskiego. Ukończył studia jako filolog klasyczny. W okresie zaboru austriackiego w ramach autonomii galicyjskiej podjął pracę nauczyciela, reskryptem C. K. Rady Szkolnej Krajowej z 17 września 1907 jako kandydat stanu nauczycielskiego został mianowany zastępcą nauczyciela w C. K. Gimnazjum Męskim w Sanoku. W tej szkole początkowo uczył języka łacińskiego, języka greckiego. Rozporządzeniem C. K. Rady Szkolnej Krajowej z 23 grudnia 1909 otrzymał urlop do końca roku szkolnego 1909/1910. Od 1910 uczył nadal uczył języka łacińskiego, języka greckiego, a ponadto propedeutyki filozofii, języka polskiego, był zawiadowcą muzeum archeologicznego, pełnił funkcję prezesa Bratniej Pomocy Uczniów. Reskryptem C. K. Rady Szkolnej Krajowej z 16 lipca 1910 został mianowany nauczycielem rzeczywistym. Rozporządzeniem C. K. Rady Szkolnej Krajowej z 17 lipca 1913 został zatwierdzony w zawodzie nauczycielskim i otrzymał tytuł c. k. profesora. Od 13 lutego 1914 do końca roku szkolnego przebywał na urlopie celem poratowania zdrowia. Pełnił funkcję delegata z grona nauczycielskiego do wydziału Towarzystwa Pomocy Naukowej w Sanoku oraz był skarbnikiem tego gremium. W roku szkolnym 1914/1915 figurował jako nauczyciel języka łacińskiego w Gimnazjum w Zakopanem. Po wybuchu I wojny światowej jako c. k. profesor odbywał służbę wojskową w c. i k. armii od 15 maja 1915, w roku szkolnym 1915/1916, 1916/1917, 1917/1918. Służąc jako chorąży wiosną 1917 został mianowany podporucznikiem rezerwy obrony krajowej przydzielony do 31 pułku piechoty k.k. Landwehry z Cieszyna. W roku szkolnym 1918/1919 przebywał na urlopie. W niepodległej Polsce powrócił do pracy w sanockim gimnazjum w roku szkolnym 1919/1920 wykładając ponownie język łaciński, język grecki, propedeutykę filozoficzną, historię, język niemiecki. Rozporządzeniem Ministra Wyznań i Oświecenia z 12 lutego 1919 otrzymał VIII rangę służbową w zawodzie od 1 marca 1919. Rozporządzeniem Kuratorium Okręgu Szkolnego Lwowskiego z 10 marca 1921 otrzymał urlop dla poratowania zdrowia do końca maja 1921, później 10 lipca 1921 przedłużony do końca sierpnia tego roku. W okresie od grudnia 1924 do 1 maja 1925 był kierownikiem sanockiego gimnazjum w okresie przebywania na urlopie dyrektora Stanisława Basińskiego, zaś od maja 1925 był pomocnikiem dyrekcji w sprawach kancelaryjnych. Rozporządzeniem Ministra Wyznań Religijnych i Oświecenia Publicznego z 25 sierpnia 1925 w charakterze profesora został przeniesiony z Sanoka do Państwowego Gimnazjum w Sokalu i rozporządzeniem KOSL z 14 września 1925 otrzymał polecenie pełnienia obowiązków kierownika tego zakładu zastępując urlopowanego i przeniesionego do innej pracy dyrektora Henryka Kopię (wcześniej także profesora sanockiego gimnazjum). W szkole uczył języka greckiego, kultury klasycznej, propedeutyki filozofii, był zawiadowcą biblioteki nauczycielskiej, ponadto był członkiem, a później zastępcą przewodniczącego Rady Szkolnej Powiatowej. Rozporządzeniem Ministra WRiOP z 26 października 1927 ze stanowiska p.o. kierownika Państwowego Gimnazjum w Sokalu został mianowany na posadę dyrektora tej szkoły od dnia 1 grudnia 1927. Z tego stanowiska w czerwcu 1934 został spensjonowany tj. przeniesiony w stan spoczynku. W 1935 objął stanowisko dyrektora Miejskiego Seminarium Nauczycielskiego w Jordanowie, w połowie 1936 przekształconego w Prywatne Gimnazjum Koedukacyjne im. Józefa Piłsudskiego i sprawował posadę do 1939

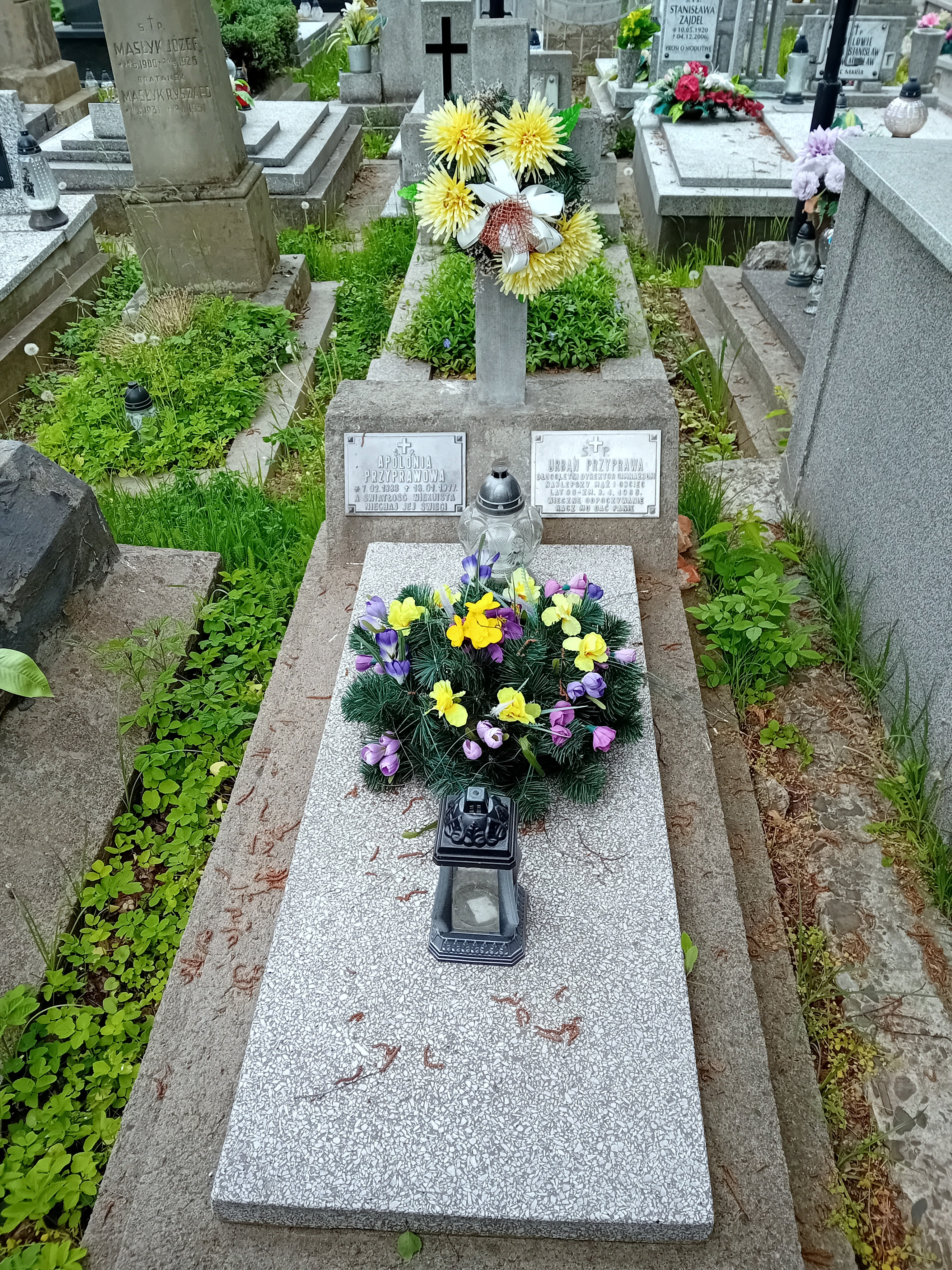
Grobowiec Urbana i Apolonii Przyprawów

W Sanoku działał społecznie. Był członkiem zarządu sanockiego koła Towarzystwa Szkoły Ludowej, 23 marca 1912 wybrany zastępcą przewodniczącej koła, delegatem tegoż na walny zjazd TSL w dniach 28–29 września 1912 we Lwowie, w 1913 był sekretarzem koła. Był członkiem sanockiego gniazda Polskiego Towarzystwa Gimnastycznego „Sokół” (1912). Przy C. K. Sądzie Obwodowym w Sanoku został wybrany przysięgłym na rok 1913. Od 1907/1908 należał do Towarzystwa Nauczycieli Szkół Wyższych, był działaczem sanockiego koła Towarzystwa Nauczycieli Szkół Wyższych, pełniąc w nim funkcję członka komisji rewizyjnej, członka zarządu, zastępcy przewodniczącego, skarbnika. Od 2 stycznia 1914 był członkiem wydziału Towarzystwa Kredytowego Urzędników i Sług Państwowych dla Budowy Członkom Domów Mieszkalnych i Dostarczanie Tymże Członkom Artykułów Spożywczych w Sanoku. 29 stycznia 1922 został wybrany prezesem sanockiego koła Towarzystwa Nauczycieli Szkół Średnich i Wyższych. Później był członkiem zarządu koła TNSŚiW w Sokalu. W niepodległej II Rzeczypospolitej został przyjęty do Wojska Polskiego i awansowany do stopnia porucznika rezerwy piechoty ze starszeństwem z 1 czerwca 1919. 12 grudnia 1920 w imieniu miasta przemawiał podczas uroczystego powitania 2 Pułku Strzelców Podhalańskich w Sanoku. W 1923, 1924 był oficerem rezerwowym 70 Pułku Piechoty w Jarocinie. W 1934, jako oficer rezerwy pospolitego ruszenia był przydzielony do Oficerskiej Kadry Okręgowej nr VI we Lwowie jako oficer reklamowany na 12 miesięcy i pozostawał wówczas w ewidencji Powiatowej Komendy Uzupełnień Rawa Ruska.
Zmarł 3 kwietnia 1965. Został pochowany na Cmentarzu Komunalnym w Krośnie. Był żonaty z Apolonią (1886-1977). Miał dzieci, które uczyły się w sanockim gimnazjum do 6 października 1925: Marię (ur. 1910, klasa V w Sanoku; klasa VI w Sokalu w 1927), Władysława Mariana (klasa IV) i Tadeusza (klasa II w Sanoku; klasa III w Sokalu w 1927; żyjący w latach 1914–1991, późniejszy lekarz w Krośnie).
W opinii Józefa Stachowicza wyrażonej po latach, Urban Przyprawa był wybitnym profesorem gimnazjalnym filologii klasycznej.

## Odznaczenia
austro-węgierskie
- Brązowy Medal Jubileuszowy Pamiątkowy dla Sił Zbrojnych i Żandarmerii (przed 1914)[51][52]
- Medal Jubileuszowy Pamiątkowy dla Cywilnych Funkcjonariuszów Państwowych (przed 1914)[51]
- Krzyż Jubileuszowy dla Cywilnych Funkcjonariuszów Państwowych (przed 1914)[51][52]